# Condorito
Condorito é uma série de tira em quadrinhos chilena protagonizado pelo personagem. Publicado pela primeira vez em 6 de agosto de 1949 e criada pelo cartunista chileno René Ríos Boettiger (Concepción, Chile, 15 de dezembro de 1911 — Santiago, Chile,14 de julho de 2000), conhecido como Pepo. Com o passar dos anos, tornou-se um dos quadrinhos mais populares da América Latina.
Em 2012, foi lido em 105 jornais de língua espanhola distribuídos em 19 países, incluindo Canadá, Estados Unidos, Itália e Japão. 1.369 milhões de suas tirinhas são publicadas anualmente, sendo junto com Mafalda a personagem hispânica de quadrinhos mais relevante do mundo. Desde 2012, aparece no site GoComics.com, onde aparece ao lado de outros quadrinhos de renome internacional como Garfield, Peanuts, Dilbert e Calvin and Hobbes, entre outros.
Como personagem popular, não poderia deixar de refletir a paixão chilena pelo futebol, sendo que já foi caracterizado como torcedor do Club Social y Deportivo Colo-Colo.

## Trajetória editorial

### O início
A ideia de criar Condorito surgiu a Pepo depois de ver o filme Saludos Amigos (1942), da fábrica da Disney. Nele, o Pato Donald e Pateta fizeram uma viagem simbólica pela América Latina, onde conheceram personagens que deveriam representar os países visitados: Argentina, Brasil, Colômbia, México e Peru. Chile foi representado por um pequeno avião: Pedrito, nome que foi uma homenagem ao então presidente, Pedro Aguirre. No filme, o avião de Pedrito tenta cruzar com muita dificuldade a Cordilheira dos Andes para levar o correio até a Argentina. Pepo achou incomum e extremamente pobre a forma como o Chile era representado, então, indignado, começou a trabalhar em um personagem que fosse mais representativo e que encarnasse o chileno comum, no âmbito da campanha de chileno promovida pelos governos radicais (1938-1952). Para isso, inspirou-se no condor-dos-andes, ave que aparece no brasão de armas do Chile.
A primeira publicação de uma história em quadrinhos de Condorito foi no número 1 da revista Okey, de propriedade da Zig-Zag, em 6 de agosto de 1949 em que Condorito fez sua primeira aparição como um ladrão de galinhas ocasionais, que depois se arrepende de comê-lo e tenta para devolvê-lo ao galinheiro, mas é parado por um policial e preso. No presídio de Condorito, ele imaginou o policial comendo a saborosa galinha. A história em quadrinhos tinha duas páginas inteiras.
As publicações seguintes de Condorito foram baseadas em um personagem que veio do campo impulsionado pela migração rural-urbana que viveu no Chile na década de 1950; A personalidade de Condorito era a de um brincalhão, engenhoso e travesso. Segundo o roteirista Jorge Montealegre, "o perfil de Condorito nos primeiros desenhos é centrado no roto chileno […] onde instituições muito chilenas como o compadrazgo são abordadas com Don Chuma e o huacherío por Coné».
Durante as edições da revista Okey, Condorito teve um contexto real em uma cidade fictícia, Pelotillehue, junto com familiares e situações mais próximas das pessoas.
Até o ano de 1955, data do surgimento da primeira coletânea de piadas de Condorito, o personagem já apresentava sua última aparição. Como publicação, Condorito surgiu em 21 de dezembro daquele ano. A história em quadrinhos Condorito tem um formato característico pelo qual foi publicada desde suas origens em uma gama específica de cores que incluem apenas vermelho, marrom, rosa, preto, branco, cinza e, de vez em quando, verde.
Um dos únicos cartunistas sobreviventes que trabalhou com Pepo no início de Condorito é o cartunista Hernán Vidal (Hervi) que com apenas 13 anos, tornou-se assistente de Pepo.

### Popularização
Em 1961, Condorito passou a ser publicado duas vezes ao ano. Do número 7 ao número 82 foram chamados de Condoritos "numerados" por trazerem sua numeração destacada na capa. O livro nº 9 de Condorito, lançado em 1962, foi dedicado à Copa do Mundo de Futebol realizada naquele mesmo ano no Chile. De 1965 a 1982 foi publicado de forma irregular, porém, passou a ser publicado regularmente trimestralmente a partir de 1970, e assim o faria até o último número de 1979.

### Internacionalização
Em 1974, surgiram os primeiros produtos relacionados ao Condorito, em livros para colorir. Em fevereiro de 1975, saiu a primeira compilação Condorito, chamada Especial Condorito: Clásicos de la historieta (Especial Condorito: Clássicos dos Quadrinhos). No Natal de 1975, surgiram os primeiros brinquedos Condorito: alguns bonecos de Condorito e Coné. Em 1976 , os direitos internacionais de Condorito foram adquiridos pela Editors Press Service, uma subsidiária da Evening Post Publishing Company. Em 1977 , a primeira edição internacional de Condorito saiu na Argentina. Também em 1977, Editoral América Bloque Dearmas começam a publicar a revista na Venezuela e na Colômbia. Em 1979, aparecem os últimos gibis de Condorito onde ele fuma.
A década de 1980 foi consideravelmente a melhor época para Condorito: começando com a primeira edição na década de 1980, Condorito tornou-se uma publicação bimestral. Em fevereiro de 1979, foi colocada à venda a primeira de uma série de edições extraordinárias de excelente qualidade e tamanho gigante com capa dura e dimensões de 32 x 21,5 cm, com exceção de uma, (Condorito Campeón, Condorito Campeão) de dimensões 26 x 18 cm. A coleção foi intitulada Selección de Oro de la revista Condorito (Seleção de Ouro da revista Condorito), e consistia nas seguintes onze edições, cada uma com 64 páginas:
| N.º | Título                                                  | Publicação        | Formato    |
| --- | ------------------------------------------------------- | ----------------- | ---------- |
| 1   | Condorito Campeón (Condorito Campeão)                   | fevereiro de 1979 | 26x18 cm   |
| 2   | Condorito en el Far West (Condorito no Far West)        | março de 1980     | 32×21,5 cm |
| 3   | Condorito Superstar                                     | junho de 1980     | 32×21,5 cm |
| 4   | Condorito Doctor (Doutor Condorito)                     | setembro de 1980  | 32×21,5 cm |
| 5   | Condorito en el Hampa (Condorito no submundo)           | março de 1981     | 32×21,5 cm |
| 6   | Condorito en la Historia (Condorito na História)        | junho de 1981     | 32×21,5 cm |
| 7   | Condorito en la Selva (Condorito na Selva)              | setembro de 1981  | 32×21,5 cm |
| 8   | Condorito en Uniforme (Condorito de Uniforme)           | março de 1982     | 32×21,5 cm |
| 9   | Condorito en el Mundialazo (Condorito na Copa do Mundo) | junho de 1982     | 32×21,5 cm |
| 10  | Condorito en Automóvil (Condorito no Carro)             | outubro de 1982   | 32×21,5 cm |
| 11  | Condorito Gastrónomo (Condorito Gourmet)                | 1983              | 32×21,5 cm |

No entanto, pouco ou nada se sabe sobre uma décima primeira edição lançada em 1983 chamada Condorito Gastrónomo (Condorito Gourmet). Este trouxe um compilado de piadas já publicadas sobre restaurantes, culinária, bares, garçons e outros. Não é conhecido no Chile já que sua edição foi aparentemente publicada na Venezuela, Colômbia, Bolívia e Peru.
No ano de 1982, Condorito sai nove vezes por ano. Nesse mesmo ano, surgiu a primeira edição não hispânica de Condorito , publicada no Brasil . Em outubro de 1982, saiu pela primeira vez Coné el Travieso (Coné o Travesso), uma revista em formato de bolso e publicada mensalmente com piadas sobre o sobrinho travesso de Condorito que apareceu no número 22 do ano de 1967. Em Coné el Travieso, além dos habituais Coné e Yuyito, foram adicionados novos personagens, como Huevito, Genito, Fonolita, Tacañito e Gargantita. Em 1983, Condorito passaria a ser publicado regularmente como revista mensal, e assim o faria até 1989. Em 1986, saíram as primeiras edições especiais. Em 1987, o primeiro Libro de Oro (Livro de Ouro) foi publicado no México, que a partir de 2004 se tornou o Libro Gigante de Oro (Livro de Ouro Gigante) e desde 2006 inclui quebra-cabeças para resolver chamados Condoripuzzles . No ano de 1988 , apareceu Juegos Condorito (Jogos Condorito), uma publicação trimestral. Desde o ano de 1989 e até ao ano de 2019, a revista Condorito é publicada quinzenalmente.
Também são publicadas edições especiais sob o nome de Condorito Colección (Condorito Coleção), que compilam várias histórias em quadrinhos clássicas do personagem. As páginas das revistas comuns do Condorito são, na verdade, de um papel mais brilhante e liso do que as de um Libro Gigante de Oro, cujas páginas são opacas e ásperas.
A partir de 2009, através de um projeto criado e liderado pela Editorial Televisa Equador , iniciou-se a internacionalização de Condorito com uma aliança para sua venda com os jornais mais importantes da América do Norte e do Sul. Atualmente, Equador, Colômbia e México lideram este novo lançamento do personagem feliz, com tiragem anual de 14.000.000 de exemplares, distribuídos nestes três países.
Até outubro de 2013, esta nova rota de distribuição conjunta com jornais conseguiu posicionar Condorito como a revista em quadrinhos mais lida na Colômbia, através do jornal Q'Hubo , e outros lançamentos importantes na região estão previstos para os próximos meses.
Tudo isso foi reconhecido pelo prestigiado Instituto Tecnológico de Monterrey, que fez deste projeto um objeto de estudo em seus mestrados de marketing, como uma maneira bem-sucedida de reposicionar uma marca.
Após o fechamento da Editorial Televisa Chile em 20 de fevereiro de 2019 , a revista deixou de ser publicada quinzenalmente. Em março de 2019, a empresa mexicana Televisa decidiu rescindir a licença que sua editora tinha para Condorito. No entanto, Condorito foi republicado pela editora World Editors Chile em outubro de 2020 sob uma compilação em vários volumes chamada Las mejores historias de Condorito (As melhores histórias de Condorito), ao qual uma segunda compilação de oito volumes intitulado Lo mejor de Condorito (O melhor de Condorito) a partir de janeiro de 2021.

### Desenhistas e colaboradores
Com o aumento da frequência de publicação da revista Condorito, Pepo teve que formar uma equipe de cartunistas e colaboradores. Entre os primeiros estavam Renato Andrade Alarcón "Nato" (1921-2006), Jorge Carvallo Muñoz "Jorcar" (1932-2017), Ricardo González Paredes "Ric" (1936-2011) e o jovem Eduardo de la Barra (cartunista) (1942-2013), Hernán Vidal "Hervi" (n. 1943 ) e Guillermo Durán Castro "Guidu" (n. 1946). Mais tarde, Alberto Vivanco Ortiz (n. 1939) e Víctor Hugo Aguirre "Tom" (n. 1944) Também colaboraram outras pessoas que se juntaram à equipa Condorito entre os 50 e os 60 anos foram Jorge Délano Concha (n. 1958), Daniel Fernández, Marta García, Luis Peñaloza, Nelson Pérez (letrista), Sergio Nawrat, Samuel "Sam" Gana Godoy (1932-2016), Dino Gnecco Zavallia (1935-2014), Edmundo Pezoa Cartagena (n. 1943), Christian Pardow Smith (1945-2002) e Luis Osses Asenjo (1947-2018).
Nas décadas de 70 a 90, além de anteriores membros como Gana, Osses, Pardow e Gnecco , a equipa foi integrada em diferentes etapas e como membro estável ou colaborador, entre outros, por Osvaldo Fernández, Manuel Ferrada, José Luis Gaete Calderón (n. 1953), Rubén Eyzaguirre Santis (n. 1960), Víctor Figueroa Barra, Mario Igor Vargas (1929-1995), Avelino Garcia Llorente (n. 1932), Nelson Soto (n. 1937), Luis Caracuel Saavedra (n. 1959), Sergio Gonzalez Barrios (n. 1959), Elizabeth Villalon, Lorenzo Mejias "Loren", Emiliano Zuniga (letrista), Vincent "Vicho" Plaza Santibañez (n. 1961)  e Jorge Montealegre Iturra (roteirista, n. 1954). Desde os anos 90 e nas primeiras décadas do século XXI, devemos mencionar Juan Cano Alcayaga (letrista, n. 1943), Juan Enrique Plaza Vera (1958-2022), Luis Sepúlveda Suazo (n. 1959), Ivy Pardow Olivares, Álvaro Flores Sepúlveda, Mario Meneses Labrin e Rodrigo Boettcher Retamal.

## Caracteristicas
Como qualquer história em quadrinhos, cada pequena história é independente das demais e sempre tem um final cômico. Uma característica que o distingue é que, ao final de cada história em quadrinhos, um ou vários personagens desmaiam após terem sido vítimas de uma situação constrangedora ou estúpida, acompanhados da onomatopeia «¡PLOP!». Também costuma terminar com a exclamação «¡Exijo una explicación!» («¡Exijo uma explicação!») por Condorito ou seus amigos quando as coisas não vão bem para ele.
Os estilos cômicos que predominam em Condorito são o humor branco e a sátira. A edição é muito cuidadosa para que não apareçam palavrões ou obscenidades. O humor branco é gerado a partir de situações que são resolvidas de forma ridícula ou extraordinária.
Para que os leitores de outros países de língua espanhola pudessem entender as piadas, muitas delas tiveram que ser modificadas: chilenarismos excessivamente marcados foram removidos e certas referências ao Chile foram interrompidas.
Com o passar dos anos, o personagem de Condorito foi crescendo, sendo atualmente mais velho do que no início, e até com uma barriga maior.
Segundo Alberto Montt, gerente da empresa World Editors:

«O sucesso de Condorito baseia-se no facto de partilhar a idiossincrasia hispânica que tem um humor diferente do anglo. Ele personifica o sonho latino-americano de viver para se divertir».— Alberto Montt

### Traços cômicos
Em Condorito, os estereótipos de personagens e situações são regularmente usados, embora em geral o humor seja branco, eles refletem a mentalidade e o humor habitual das décadas passadas: piadas sobre loucos ou loucos, estúpidos, bêbados, infidelidade, machismo, étnico, médico e doentes, usurários, camponeses recém-chegados à cidade, etc.
Geralmente, quando os quiosques são desenhados, além do jornal El Hocicón, eles exibem várias revistas que parodiam revistas internacionais conhecidas em seus nomes. Então temos: Vanidosa por Vanidades, Cosmopolitan por Cosmopolitan, MalHogar por BuenHogar, Mecânica Impopular por Mecânica popular, FeoMundo por GeoMundo, Yo por Tú, Spicnik por Sputnik, Sem seleções por Seleções, Saber Menos por Saber Mais, Vago por Vogue, Nada Interesante por Muy Interesante, El Humorista por El Economista, Casos por Cosas, entre outros. Da mesma forma, eles também costumam vender revistas supostamente para adultos, já que quase sempre uma mulher seminua aparece em suas capas.
Por outro lado, e dependendo da situação, o próprio Condorito aparece representado como pertencente a diferentes raças ou culturas: embora seja branco, frequentemente aparece como negro ou oriental. Além disso, a linguagem coloquial é utilizada para reforçar os abusos verbais dos quais os personagens são vítimas ("huaso bruto", "marginal quebrado", "descascado", etc.).

## Personagens

### Adultos
- Condorito: Protagonista da tira em quadrinhos; É um condor antropomórfico de classe humilde, alegre, sempre pronto para comemorar com os amigos e aproveitar ao máximo trabalhando o mínimo possível, mas ao mesmo tempo honesto e com boas intenções.
- Yayita: namorada de Condorito, ela é uma jovem com um corpo voluptuoso e uma atitude ocasionalmente materialista. Ele é o único personagem regular que não apenas muda constantemente de figurino, mas também o atualiza de acordo com a moda da época em que é publicado.
- Don Cuasimodo: Pai de Yayita e marido de Dona Tremebunda, é um homem de aparência forte, mas de atitude calma, embora em geral se caracterize por fazer alguns comentários sarcásticos contra sua esposa.
- Doña Tremebunda: Mãe de Yayita e esposa de Don Cuasimodo, é uma mulher corpulenta de atitude forte e intrometida, sua relação com Condorito é péssima e costumam brigar e zombar um do outro.
- Don Chuma: compadre de Condorito e seu melhor amigo, pelo qual se refere a ele como "Cumpa". É um homem alto e extremamente magro, de nariz grande e bigode escovado, anda sempre com um cigarro na boca e um jornal debaixo do braço. É uma pessoa de vida muito calma e ordenada, paciente, maduro, trabalhador, generoso, bem-humorado, sendo também o principal conselheiro do amigo. Sempre tira Condorito de algum problema econômico ou empresta dinheiro regularmente dizendo a ele "Não ligue para as despesas", ele é a voz da razão no grupo de amigos. Ele é o personagem regular que finalizou menos piadas ao longo da publicação.
- Pepe Cortisona: Rival de Condorito, (a quem sempre chama depreciativamente de "Pajarraco" ("Pássaro Feio"), "Plumífero" ("Emplumado"), "Micróbio", etc.) é um homem que quer Yayita; Condorito e os outros não o aceitam de boa vontade por ser petulante e arrogante pelo que o apelidam de "Saco de Plomo" ("Saco de Chumbo") e quando Condorito fala diretamente com ele o chama de "Lingote", "Plomazo" (Prumo) ou "Jetón" ("Jetão"). É um homem de torso largo e musculoso de forma triangular, magro, pernas curtas e dentes enormes.
- Ungenio González: Amigo desajeitado de Condorito, é um homem muito ingênuo e ignorante, tem cabelos brancos, nariz gigantesco e dentes salientes dos quais sempre sai uma gota de saliva, é o personagem que mais acaba com as piadas depois de Condorito, já que sua pobre inteligência o faz chegar a raciocínios inesperados e muito rebuscados.
- Huevoduro ("Ovo duro"): Amigo de Condorito, é um homem de pele pálida e cabeça oval e careca, de forma que parece um ovo. Muitas vezes acompanha Condorito e Don Chuma em suas aventuras, conta-se que se inspira na descrição de um homem, que chegou aos ouvidos de Pepo, e disse que em um povoado havia um homem tão branco que parecia ter sem sangue nas mãos, veias.
- Garganta de Lata ("Garganta de Estanho"): Amigo alcoólatra de Condorito, não tem dia que não esteja bebendo, esse personagem só serve para brincadeiras de bêbado. Ele é um homem ruivo, preguiçoso e frequentador assíduo do "Bar El Tufo". Em suas histórias, sua esposa costuma ficar muito brava com ele, por causa de seus maus hábitos, já que os dois provavelmente se dão mal.
- Comegato: Amigo de Condorito, é um homem que tem feições felinas, dizem que se inspirou na popular história de um homem que tinha o hábito de matar e comer gatos.
- Cabellos de Ángel ("Cabelos de Anjo"): Amigo de Condorito, seu apelido irônico vem de seus cabelos espetados, longos, pontiagudos e duros, como os espinhos de um ouriço. Às vezes é mostrado como estoura objetos como tesouras, balões ou bolas ao tocá-los.
- Fonola: Amigo de Condorito, geralmente é representado como um despossuído, é um homem barrigudo, peludo e robusto, também se caracteriza por seu forte odor corporal e aparência de gorila. En Chile, Fonola era un nombre coloquial para un tipo de aislamiento para tejados de Zinc, que la gente de bajos recursos solía usar como alternativa económica para las mismas placas de Zinc, coincidentemente, Fonola era un nombre comercial de un antiguo aparato automático para tocar o piano.
- Che Copete: Amigo argentino de Condorito, é um homem que geralmente ostenta seu sucesso com as mulheres e se vangloria das virtudes argentinas. Ele normalmente usa um terno preto com gravata, cachecol e chapéu, semelhante ao que Carlos Gardel usou em muitos de seus filmes e aparições públicas.
- Padre Venancio: Pároco da cidade de Pelotillehue, ele sempre tenta guiar os pelotillehuenses no caminho certo com resultados desastrosos. Às vezes ele coopera na igreja com Condorito.
- Tomate: Amigo de Condorito, é um homem baixo e gordo, careca e vermelho como um tomate, mas também expressa muita simpatia em todas as ocasiões.
- Chuleta: Amigo de Condorito, normalmente sua pele é esverdeada, Chuleta é um termo coloquialmente sinônimo de costeletas, que faz alusão às suas longas costeletas.
- Titicaca: Amigo boliviano de Condorito (nome em referência ao Lago Titicaca), costuma andar descalço e sempre com seu gorro altiplano e poncho.
- Señora de Lata ("Senhora de Estanho"): Esposa de Garganta de Lata, é uma mulher que sempre briga com o marido porque as vezes ele fica bêbado, ela é a única esposa que é personagem recorrente.
- Don Máximo Tacaño ("Dom Máximo Mesquinho"): O vizinho milionário de Condorito, como o próprio nome sugere, é um homem tremendamente sovina e econômico. A princípio, esse personagem se chamava Don Jacobo, um judeu avarento, mas isso foi substituído por reclamações dos judeus.
- Misiá Petita: Vizinha do Condorito, é uma mulher que sempre trabalha lavando roupa em muitas brincadeiras e tem vários filhos pequenos.
- Chacalito ("Pequeno Chacal"): Conhecido personagem de Condorito, é um criminoso que sempre comete roubos ou assaltos antes de ser apresentado a um tribunal ou de tentar fugir da prisão.
- Juan Sablazo: Um conhecido amigo de Condorito, ele é um homem hábil para golpes e jogar o convidado; ele está sempre em dívida. Seu nome se refere ao sablazo, palavra que indica o ato de comer, beber ou lucrar à custa dos outros ou de seu dinheiro.
- Cortadito: o inusitado amigo de Condorito sem braços nem pernas, deixou de aparecer na década de 1980 para o Teleton, atualmente aparece ocasionalmente na edição de colecionador (que é composta por reimpressões de desenhos animados antigos) e raramente nas edições regulares. Ele é muito autossuficiente, capaz de levar uma vida bastante normal, apesar de sua deficiência, e às vezes é até capaz de nadar com as orelhas.
- Señora de González ("Senhora González"): Esposa de Ungenio González, ela originalmente tinha um corpo sexy e escultural como o de Yayita (mas com cabelo preto e uma expressão estúpida como a do marido) e mais tarde foi redesenhada como uma mulher de aparência comum com cabelos igualmente brancos. marido. Ela é muito menos simples que o marido: muitas vezes o trai com outros homens, sem que ele saiba. Seu nome verdadeiro é Margarita Vergel de González.
- Cu-Chu-Fli: Chinês amigo de Condorito, é um homem que veio ao Chile para tentar a sorte e procurar trabalho. Seu cabelo está preso em um típico rabo de cavalo chinês e ela fala um espanhol péssimo. Só aparece muito ocasionalmente.

### Crianças
- Coné: sobrinho de Condorito e uma versão em miniatura dele tanto na aparência quanto na atitude, e personificação da criança travessa e astuta. Ele tem sua própria história em quadrinhos.
- Yuyito: A melhor amiga de Coné e sobrinha de Yayita. Ela é uma garotinha sardenta, de cabelos curtos e vestida com uma jardineira.
- Pepito Cortisona: Sobrinho de Pepe Cortisona, compartilha muitos dos defeitos do tio, mas sem ser insuportável como ele: na verdade, se dá bem com Coné e seus amigos, que o aceitam como um do grupo (mesmo assim, costumam brigar). Seu maior trunfo é a capacidade de admitir seus erros e aceitar a correção de outras pessoas, algo que seu tio arrogante nunca fez. (Numa primeira edição chamava-se Patricio Ignacio).
- Genito González: Filho de Ungenio González, tem as mesmas características e apesar de não ser uma criança brilhante, é um pouco mais desperto que o pai.
- Huevito ("Ovinho"): Filho de Huevoduro, igual ao pai na aparência e muito amigo de Coné. Ele é muito calmo e reservado.
- Gargantita: Filho do alcoólatra Garganta de Lata, também ruivo e muito sentimental com todos os pequenos personagens da revista.
- Fonolita: Filho de Fonola, também é muito barrigudo, peludo e robusto, com a mesma aparência de um gorila.
- Comegatito: Filho de Comegato, muito bem-humorado e com a mesma aparência felina.
- Cabellitos/Angelito ("Cabelinhos"/"Anjinho"): Filho de Cabellos de Ángel com o mesmo cabelo longo, pontiagudo e duro espetado.
- Maxito: Filho do milionário Don Máximo Tacaño, mas é o oposto dele, tem um coração nobre e é muito generoso.
- Chacalín: Filho do criminoso Chacalito, que é tão mau quanto o pai, é muito malicioso e travesso, mas no fundo tem um bom coração.
- Tomatito: Filho de Tomate, que aparece nas últimas revistas.

### Animais
- Washington: O animal de estimação de Condorito e companheiro de brincadeiras de Coné, ele é um pequeno Terrier Chileno de pelo curto e branco com uma mancha nas costas, geralmente é mais inteligente do que todos pensam.
- Matías: Papagaio de Condorito, é um pássaro muito inteligente que não só é capaz de imitar palavras, mas também de falar, em mais de uma ocasião zombou ou enganou um personagem comum de quadrinhos.
- Mandíbula: Cavalo de Condorito com uma boca enorme e dentes proeminentes, muitas vezes anda sobre duas pernas e fala como um humano.

## Lugares e contextos

Localização da comuna de Río Claro na Região do Maule, dentro da qual está localizada a cidade de Cumpeo, a única real na geografia fictícia de Condorito.

Pepo o colocou em Pelotillehue, uma cidade de viciados em futebol de rua (Pelotillehue Unido, ou em outros casos Pelotillehue F.C e às vezes os Cracks) e rival de seus vizinhos Buenas Peras e Cumpeo. A lenda entre os seguidores de Condorito diz que essas cidades corresponderiam na verdade a Linares e Yerbas Buenas respectivamente, o que inspirou o autor ao criar inadvertidamente um dos maiores símbolos nacionais de todos os tempos, que logo teria sua própria revista. Nas piadas, alguns personagens também liam Condorito, e a Revista Coné chegaria depois.
- Condorito é o personagem principal que aparece em todas as tiras. Ele é acompanhado por uma série de personagens fortemente estereotipados (o bêbado, a sogra, a bonita, o mesquinho, o milionário, o policial, o huaso, o compadre, o padre, etc.).
- Pelotillehue tem seu próprio santo fictício chamado "Sanguchito", que costuma ser visto na igreja do padre Padre Venancio, segurando um sanduíche (sánguche no Chile) na mão esquerda.
- Pelotillehue possui um jornal característico, El Hocicón (O Focinho), e seu lema é "Diario pobre pero honrado" (Jornal pobre, mas honesto) (parodiando o lema do El Mercurio, "Honradez y experiencia", "Honestidade e experiência"). Este rivaliza com El Cholguán de Buenas Peras, cujo lema é "Tabloide firme y veraz" ("Tablóide firme e verdadeiro").
- Pelotillehue também tem sua própria marca de refrigerante, Pin (e seu parente Pum), cujo lema é: Tome Pin y haga ¡Pum! (Beba Pin e vá ¡Pum!) Mais tarde aparecem "Pin Light, menos Pum!", "Pin Zero, zero "Pum!" e  "Pon, mejor que Pin" ("Pon, melhor que Pin").
- Também possui marcas de vinhos como: "Vino y se Fue", "Santa Clota", "Semillón" e "3 Tiritones" ("3 Arrepios").
- Da mesma forma, ao mesmo tempo, sinais eram vistos em todo o Pelotillehue comercializando Café Puajj!!, comentaristas de futebol eram frequentemente vistos tomando uma xícara de café e dizendo ¡Puajj!".
- A cidade também possui algumas instituições incomuns, como seu próprio hospital psiquiátrico, uma grande prisão e um campo de nudismo. A segurança dessas instituições é péssima, pois qualquer pessoa pode entrar e sair desses locais quando quiser.
- OVNIs, sonâmbulos, caras da caixa de correio, crocodilos e outros tipos um tanto excêntricos são bastante comuns em Pelotillehue e arredores.
- Pelotillehue tem uma companhia aérea chamada Aero Pelotillehue ou às vezes Aero Plaf ou Plop Air. Sua concorrente é a Aerooperas, que opera na cidade vizinha de Buenas Peras.
- Pelotillehue tem instalações humildes com seus nomes característicos, como:
  - Café "El Insomnio" (Café "A Insônia").
  - Restaurante "El Pollo Farsante" (Restaurante "O Frango de Borracha") (Famoso por seus pratos ricos e preços confortáveis).
  - Hotel "2 se van, 3 llegan" (Hotel "Dois partem, três chegam").
  - Bar "El Tufo" (Onde Condorito e seus amigos costumam compartilhar bebidas e histórias de embriaguez. Tufo: Palavra que designa o hálito alcoólico de uma ressaca ou de um alcoólatra).
  - Almacén "El Sin Envidia" (Armazém "O Sem Inveja").
  - Fiambrería "El Chancho Sin Chaleco" (Deli "O Porco Sem Colete")
  - Farmacia "La Sin Remedio" (Farmácia "Sem Remédio").
  - Funeraria "El Fiambre" (Funerária "O Duro").
  - Agencia de empleos "El Sin Pega" (Agência de emprego "O Sem Gol").
  - Farmacia "El Buen Samaritano" (Farmácia "O Bom Samaritano").
  - Circo "Los Tiuques Voladores" (Circo "Os Tiuques Voadores").
  - Teatro "Teatropello".
  - Hospital "Echando a perder se aprende" (Hospital "Mimando você aprende").
  - Agencia de viajes "La Económica" (Agência de viagens "A Econômia").
  - Financiera "La Juan Segura" (Financeiro "O Juan Seguro").
  - Hotel "Lucho".
  - Hotel "Cito".
  - Calle "Tarapallá" (em tom de brincadeira com o nome de Tarapacá).
  - Aeropuerto "Aeroplaf".
  - Clínica "Plop Medical" (Clínica "Plop Médica") (ou "Plop salud", "Plop saúde")
  - Óptica "Bellavista" (Óptica "Belavista").
  - Sastrería "El Desastre" (Alfaiataria "O Desastre").
  - Estudios "Jorivu" (Estúdios "Jorivu")
  - Sinais como: ¡No pegar carteles! (¡Não poste sinais!) e Paredes que escreveram ¡No rayar las Murallas! (¡Não arranhe as Paredes!) ,"vota x mi" ("vote x mim") ou "tome pin y haga ¡pum!" ("beba pin e vá ¡pum!") Eles são comuns em qualquer lugar em Pelotillehue.

## No Brasil
Condorito foi publicado no Brasil pela primeira vez em 1982, pela Rio Gráfica Editora, tendo 12 edições. Entre 1991 e 1992, foi lançada uma nova revista pela Editora Maltese que teve apenas 8 edições. E, em dezembro de 2019, foi lançada uma campanha de financiamento coletivo no Catarse para uma nova publicação no país.

## Outras mídias
Em 1962, a revista local especializada em cinema Ecran publicou um artigo discutindo a produção de um filme intitulado "Condorito en el Circo" ("Condorito no Circo"), baseado no personagem. Há pouquíssimas informações, já que elementos como o enredo (que se passaria em um circo) ou a animação se perdem. Sabe-se apenas que Pepo estaria envolvido no desenvolvimento do filme, juntamente com os cartunistas da revista, além de ser a primeira produção animada chilena em cores. No entanto, o projeto nunca chegou a ser lançado: houve problemas no financiamento até que o resultado não agradou a Pepo, frustraram sua saída. Nunca foi lançado.
O artigo menciona o personagem "Copuchita" do filme "15 mil dibujos" (15 mil desenhos) de 1941, afirmando que ele poderia ser considerado o "pai de Condorito". Isso significaria uma possível inspiração no personagem. Como "Condorito en el circo", o filme está perdido.
Na década de 1980, Condorito teve uma série de curtas animados que foram transmitidos pelo programa Sábado Gigante. Os episódios tinham música e efeitos sonoros, mas os personagens não falavam. A série foi uma coprodução da Televisión Española e da Television Corporation da Universidad Católica de Chile.
Também houve alguns sorvetes de água e outros com natas denominados "Condorito" e "Coné", sob licença oficial e produzidos pela empresa Bresler. Os sorvetes de água tinham a mesma cor vermelha característica da camisa que ambos os personagens vestem.
Em 1984, a sorveteria Bresler lançou uma promoção chamada «El Banco de Pelotillehue» («O Banco do Pelotillehue») onde poderia ser trocada uma coleção de moedas de plástico com a imagem de alguns dos personagens da revista.
No início dos anos 1990, Condorito apareceu em um comercial da Coca-Cola. Na mesma época, Calaf produzia doces relacionados ao Condorito e Coné.
No início dos anos 2000, teve início um piloto de uma série de TV chamada El show de Condorito (O Show do Condorito), com atores em live-action e Condorito em tradicional animação 2D, pelas produtoras Cinecorp e Emu Filmes. Essa produção foi dirigida pelo chileno Daniel de la Vega (Takilleitor), com a animação a cargo do argentino Daniel Pérez (A Minha Família É uma Animação), com planos para 18 capítulos de um minuto e meio. Na atuação, teve Yasmín Valdés como Yayita, Fernando Kliche como Pepe Cortisona, Helvecia Viera como Doña Tremebunda, Hugo Medina como Don Cuasimodo, Sergio Hernández como Don Chuma, Adrián Montealegre como Comegato, Hugo Espinoza como Garganta de Lata e Felipe Ríos como Ungenio González. Com o tempo, seu custo aumentou e não foi realizado, apesar da grande expectativa e divulgação que a mídia chilena fez na época.
Foi também lançado no mercado um vinho com os nomes de algumas personagens do Condorito, sob licença oficial. Os vinhos disponíveis foram "Garganta de Lata" (Vinho tinto, em garrafa de litro e meio com tampa de rosca) e "Yayita" (Vinho branco) produzidos pela "Viña San Guchito" ("Vinhedo São Guchito") (nome verdadeiro da vinha). A sua qualidade não alcançou maior relevância, mas até hoje são considerados um objeto de culto pelos fãs de Condorito.
Paralelamente à produção de "El show de Condorito", o estúdio chileno Cineanimadores (Ogú y Mampato in Rapa Nui, Papelucho y el Marciano) preparava um longa-metragem totalmente animado baseado em Condorito. Não se sabe mais sobre este projeto.
Um dos projetos não concluídos por Daniel de la Vega foi um filme baseado em El show de Condorito (O Show do Condorito), utilizando uma técnica semelhante à da série (imagem real e animação). Assim como a série, o filme nunca foi lançado.
Em 26 de maio de 2013, no âmbito da Comic Con Chile 2013, foi lançado o aplicativo móvel Condorito para o mercado americano. O aplicativo permite que você baixe piadas semanais em espanhol, português e inglês, tanto em páginas coloridas quanto na cor clássica da revista. O aplicativo foi desenvolvido pela empresa chilena Mingga Labs para App Store e Google Play. Este aplicativo é considerado o primeiro aplicativo chileno de histórias em quadrinhos para smartphones e tablets.
Em 2016, foi lançada uma websérie produzida pelo estúdio de animação chileno Atiempo (El ojo del gato, Meu cachorro Chocolo, La Tortuga Taruga), com Cristián Lizama como a voz de Condorito. Os curtas foram estreados no canal YouTube de Condorito e na plataforma web T13, da estação chilena Canal 13.
Em 2017, Foi lançado o filme Condorito: la película, coproduzido por Peru, México, Argentina e Chile e distribuído pela 20th Century Fox. Na versão latino-americana, Omar Chaparro participou como Condorito e Jessica Cediel como Yayita, enquanto na versão chilena eles foram interpretados respectivamente por Rodrigo Saavedra e Loreto Araya-Ayala; para ambas as versões havia as vozes dos chilenos Cristián de la Fuente como Pepe Cortisona e Coco Legrand como Doña Tremebunda.
Em 2020, foi anunciada a produção de uma série animada voltada para adultos, coproduzida pelo estúdio mexicano Ánima Estudios (As Lendas, Chaves em desenho animado, Chapolin em desenho animado) e pelo estúdio chileno Lunes (Homeless).
Atualmente, World Editors é a empresa responsável pelo Merchandising dos quadrinhos, e através de sua licença são vendidos diversos produtos ligados a Condorito e seus personagens, como toalhas, cuecas, cadernos, chinelos, babadores, cartões de loteria, despertadores, facas, sandálias, copos de vidro, entre muitos outros.
As histórias em quadrinhos da Condorito são distribuídas nos Estados Unidos por meio de seu site oficial Condorito USA, oferecendo uma piada semanal para seus assinantes e leitores em espanhol.

## Homenagens
Durante a Copa do Mundo de Futebol Sub-20 2007 em Canadá, onde a seleção sub-20 do Chile conquistou o terceiro lugar, uma pessoa disfarçada de Condorito foi detida pela polícia. jogo da semifinal contra a Argentina. No dia seguinte, um jornal chileno publicou a foto da prisão na primeira página, com a manchete «¡Exijo una explicación!» ("Exijo uma explicação!").
Entre os dias 1 e 4 de agosto de 2011, foi realizada na cidade chilena de Cumpeo, que faz parte do universo geográfico dos quadrinhos, uma exposição chamada "Expo Humor", que apresentou 18 pinturas com quadrinhos de Condorito junto com Carabineiros do Chile. Além das autoridades locais, compareceram Sergio González, um dos cinco cartunistas da revista, além do diretor da revista, Magdalena Aguirre Baeza. Nesse mesmo mês, a mostra esteve em outras cidades do país, como Chillán, na província de Ñuble.
Em dezembro do mesmo mês, durante o Teletón 2011 no Chile, um grupo de personagens do cenário público chileno homenageou o cômico, por meio de uma esquete que recriou uma partida de futebol entre o time de Pelotillehue contra o elenco de Buenas Peras.
No ano seguinte, o prefeito da comuna de Río Claro, Claudio Guajardo, foi reconhecido pela criação de vários espaços turísticos e culturais na cidade de Cumpeo, relacionados a Condorito. A nova atração turística ficou conhecida como "Ruta de Condorito", a cerveja "Tome Pin y haga Pun" começou a ser comercializada, além do estabelecimento da farmácia "Sin Remedios", o bar "El Tufo" e o " El Pollo Farsante" restaurante. ", entre outros. No dia 2 de junho de 2012, também foi realizado naquela cidade o "Condorito Summit in Cumpeo", organizado pelo Ilustre Município de Río Claro e no qual alimentos e bebidas foram vendidos com produtos fictícios nomes da história em quadrinhos, além de montar barracas de artesanato e fazer apresentações de músicos e comediantes nacionais. Em setembro daquele ano, a Companhia Ferroviária do Estado organizou o roteiro turístico de Pelotillehue como uma viagem especial, tendo como uma de suas paradas a cidade de Cumpeo.